# Красный Городок (Кувшиновский район)
Кра́сный Городо́к — посёлок сельского типа в Кувшиновском районе Тверской области. Относится к Могилевскому сельскому поселению.
Находится на Валдайской возвышенности в 32 км (по прямой) к северо-западу от районного центра Кувшиново, на правом берегу реки Цна, по которой здесь проходит граница с Осташковским районом.
Население по переписи 2002 года — 317 человек, 144 мужчины, 173 женщины.

## История
Посёлок возник в первой половине XX века и связан с лесным хозяйством.
В 1989 году здесь 490 жителей, леспромхоз, восьмилетняя школа, магазин, детсад, столовая.
В 1994—2006 годах посёлок составлял отдельный Красногорский сельский округ, в 1997 году 182 хозяйства, 427 жителей.
В посёлке Цнинское участковое лесничество Каменского лесхоза.